# CSI: Dark Motives
CSI: Dark Motives è un videogioco basato sulla serie televisiva CSI: Crime Scene Investigation. Il videogioco è stato sviluppato dalla 369 Interactive, pubblicato dalla Ubisoft, e commercializzato per PC nel 2004. È stato inoltre pubblicato dalla Powerhead Games per Nintendo DS.
Il gioco, come CSI: Crime Scene Investigation, CSI: Miami e CSI: 3 Dimensions of Murder segue il percorso di cinque differenti casi, con il quinto caso che lega insieme tutti gli altri.

## I casi
- Caso 1: "Daredevil Disaster"
- Caso 2: "Prints and Pauper"
- Caso 3: "Diggin' It"
- Caso 4: "Miss Direction"
- Caso 5: "Dragon and Dropping"